# Siostrzyczki (sztuka)
Siostrzyczki (fran. Les belles-sœurs) – dramat napisany przez Michela Tremblaya w 1965 roku, który stał się głównym dziełem kanadyjskiego teatru francuskojęzycznego. W roku 1987 francuskie czasopismo „LIRE” uznało go za jedną z 49 najważniejszych sztuk teatralnych od antyku do współczesności.
Jedną z cech charakterystycznych tej sztuki jest język, w którym została napisana. Michel Tremblay posłużył się joualem, rodzajem gwary miejskiej Montrealu, której wprowadzenie na sceny kultury wysokiej okazało się wielkim skandalem. Do tej pory została przetłumaczona na ok. 40 języków i zagrana w ponad 440 różnych odsłonach na całym świecie. 

## Streszczenie
Jest koniec lat 60. w Montrealu. Germaine Lauzon wygrywa 1 milion kuponów, które będzie mogła wymienić na wymarzone produkty z katalogu. O pomoc we wklejaniu kuponów do albumów prosi swoją bliższą i dalszą rodzinę oraz sąsiadki. 15 kobiet wkleja znaczki opowiadając o swoich rozczarowaniach życiem, samotności w małżeństwie, biedzie materialnej i intelektualnej.

## Realizacje
Po raz pierwszy Siostrzyczki zostały zrealizowane w 1968 roku przez André Brassarda w Théâtre du Rideau Vert w Montrealu. 
Przetłumaczone na język polski przez Józefa Kwaterko, wystawione zostały dwukrotnie:
- 25 kwietnia 1994 w Teatrze Telewizji – reż. Barbara Sass
- 2 grudnia 2000 w Teatrze Rozrywki w Chorzowie – reż. Michał Znaniecki (wersja musicalowa)